# Centrum Dokumentacji Nazizmu miasta Kolonia

Logo NS-DOK

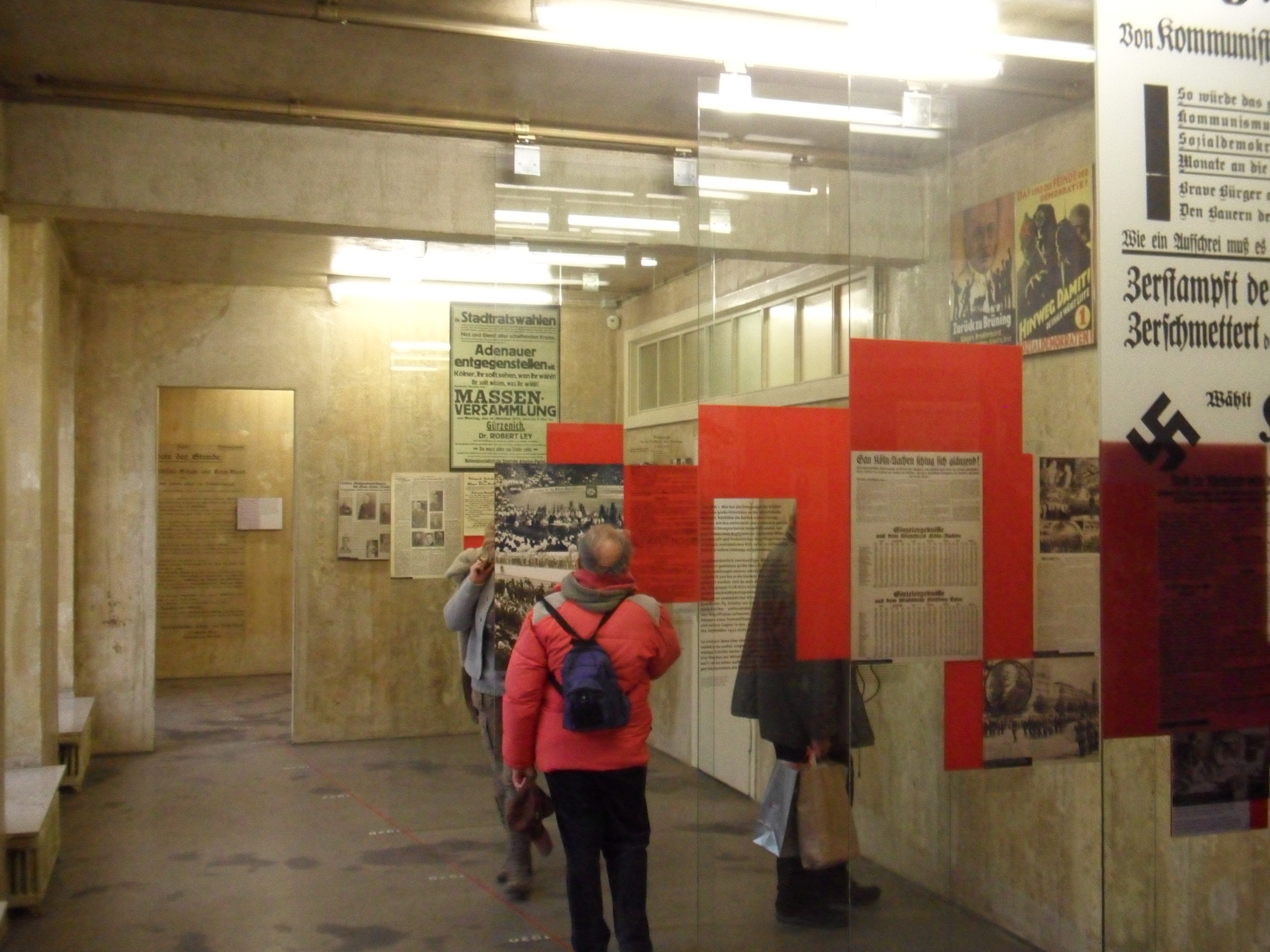
Wystawa stacjonarna

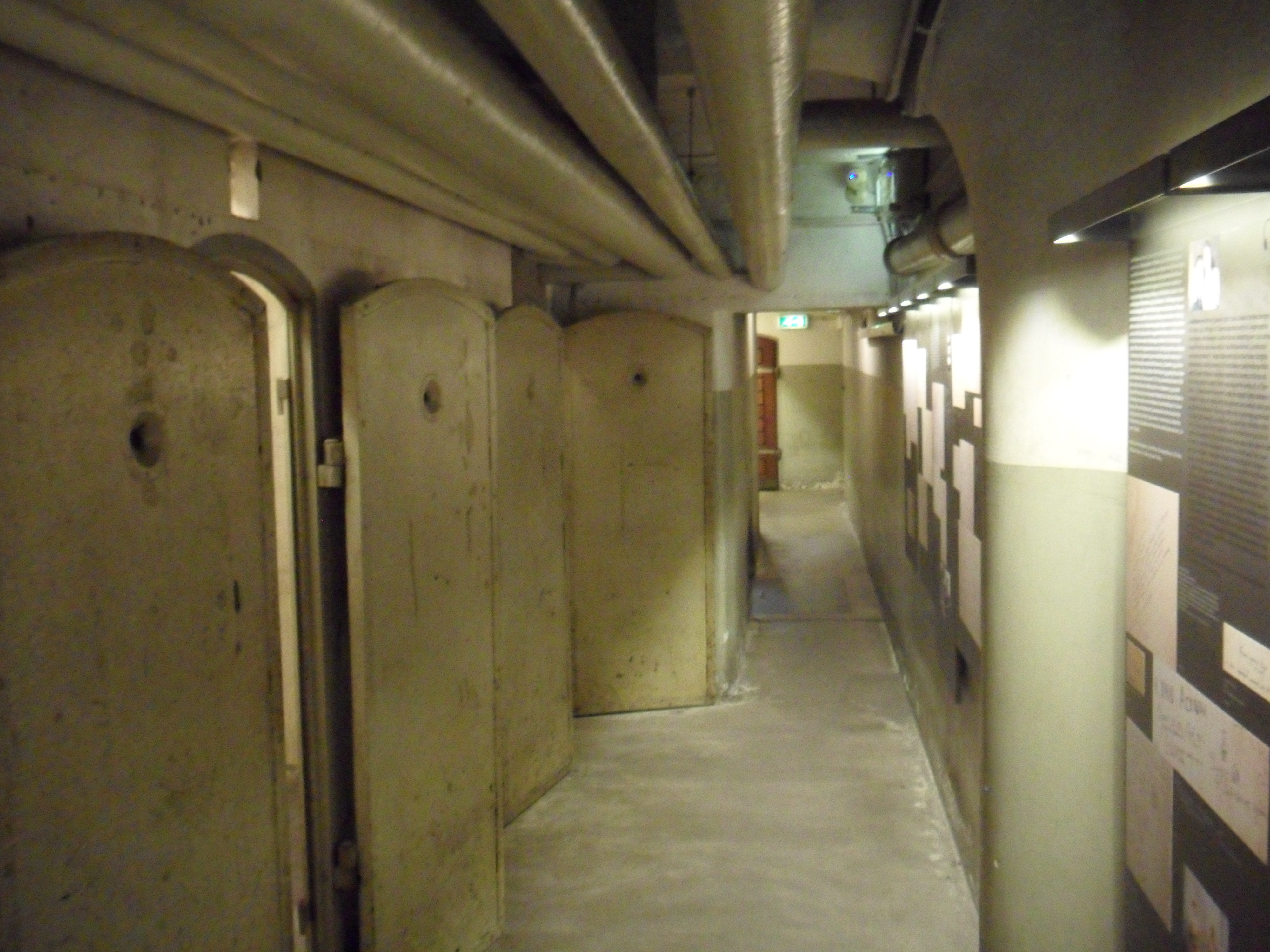
Cele w piwnicy

Centrum Dokumentacji Nazizmu miasta Kolonia (niem.: NS-Dokumentationszentrum der Stadt Köln) zostało powołane do życia uchwałą Rady Miasta Kolonia 13 grudnia 1979 roku. Jest największym lokalnym miejscem pamięci ofiar narodowego socjalizmu w Republice Federalnej Niemiec. Od 1988 roku siedzibą centrum jest Dom EL-DE, którego nazwa pochodzi od pierwszych liter imienia i nazwiska inwestora budynku, kupca Leopolda Dahmen. W domu tym znajdowała się od grudnia 1935 roku do marca 1945 roku centrala kolońskiego Gestapo. Na wewnętrznym dziedzińcu budynku stracono w ostatnich miesiącach wojny kilkaset ludzi. Byli wśród nich przede wszystkim zagraniczni robotnicy przymusowi obojga płci. Budynek ten przetrwał wojnę w stanie prawie nienaruszonym.
Centrum Dokumentacji Nazizmu (NS-DOK) zajmuje się pamięcią o ofiarach reżimu nazistowskiego, ale również badaniem i przekazywaniem historii Kolonii z okresu narodowego socjalizmu. Dawne więzienie Gestapo zostało otwarte 4 grudnia 1981 roku jako Miejsce Pamięci. W dziesięciu celach więzienia zachowało się 1800 napisów i rysunków więźniów. Miejsce Pamięci jako jedno z najlepiej zachowanych więzień z czasów nazizmu przedstawia dobro kulturowe krajowej i europejskiej rangi.
Od czerwca 1997 roku można oglądać w domu EL-DE stałą wystawę pod tytułem „Kolonia w czasach narodowego socjalizmu”. Wystawa dotyczy życia politycznego i społecznego miasta Kolonii w okresie nazizmu: zdobycie władzy i aparat władzy; propaganda i „wspólnota narodowa”; życie codzienne, młodzież; religia; prześladowania rasistowskie i zbrodnia ludobójstwa na kolońskich Żydach, Synti i Romach; ruch oporu; wojna i życie społeczeństwa w czasie wojny. Ponadto organizowane są wystawy czasowe dotyczące lokalnych i ponadregionalnych aspektów okresu nazistowskiego. Rocznie przeprowadza się tu ponad 130 imprez. Dział edukacji muzealnej i Dział Informacyjno-Edukacyjny Przeciw Skrajnej Prawicy oferują programy kształcąco-pedagogiczne.
Centrum Dokumentacji Nazizmu jest także miejscem badań. Służy temu biblioteka posiadająca literaturę dotyczącą miasta Kolonia w okresie nazistowskim oraz literaturę dotyczącą ogólnej historii nazizmu i skrajnej prawicy. Badaniom służy też dokumentacja, która zabezpiecza zbiory fotografii, plakatów, obiektów, dokumentów, listów, relacji i wspomnień świadków historii i po zanalizowaniu ich pod względem wartości historycznych umieszcza w bankach danych, czyniąc je dostępnymi dla projektów badawczych. Liczne projekty badawcze dotyczą takich zagadnień, jak historia żydowska, relacje i wywiady świadków historii, roboty przymusowe, policja, młodzież, prasa, rodzaje i cele stowarzyszeń oraz złożenie hołdu pamięci ofiarom narodowego socjalizmu, jak w projekcie kolońskiego artysty Guntera Demniga „Kamienie Pamięci” (po niemiecku „Stolpersteine”, czyli dosłownie „kamienie, o które się potykamy”). Aktualnie realizowane projekty badawcze dotyczą historii Holokaustu, ruchu oporu, Gestapo, struktury terenowej NSDAP, planowania miast, polityki zdrowotnej oraz Hitlerjugend. Wyniki badań będą publikowane w serii „Pism Centrum Dokumentacji Nazizmu”, w serii „Zeszyty Robocze”, w serii pism Działu Informacyjno-Edukacyjnego, a także w oddzielnych publikacjach oraz na specjalnej stronie internetowej.
Centrum Dokumentacji Nazizmu jako instytucja miejska należy od roku 2008 do Związku Miejskich Muzeów Kolonii, i tym samym w ramach administracji miejskiej odpowiada za sprawy dotyczące nazistowskiej przeszłości miasta. Od 1989 roku także za organizowane programy wizyt dla zapraszanych do Kolonii byłych robotnic i robotników przymusowych. Centrum Dokumentacji Nazizmu miasta Kolonia było wielokrotnie nagradzane, między innymi w roku 2000 zostało odznaczone „Specjalnym Wyróżnieniem” nagrody Europejskie Muzeum Roku (Museum of the Year Award – „Special Recommendation”).